# Lawrence Wetherby
Lawrence Winchester Wetherby, né le 2 janvier 1908 à Middletown et mort le 27 mars 1994 à Frankfort, est un homme politique américain, membre du Parti démocrate, gouverneur du Kentucky entre 1950 et 1955 et lieutenant-gouverneur du Kentucky entre 1947 et 1950.